# Jean-Pierre Raynaud
Pour les articles homonymes, voir Raynaud.
 (mai 2017).
Si vous disposez d'ouvrages ou d'articles de référence ou si vous connaissez des sites web de qualité traitant du thème abordé ici, merci de compléter l'article en donnant les références utiles à sa vérifiabilité et en les liant à la section « Notes et références ».

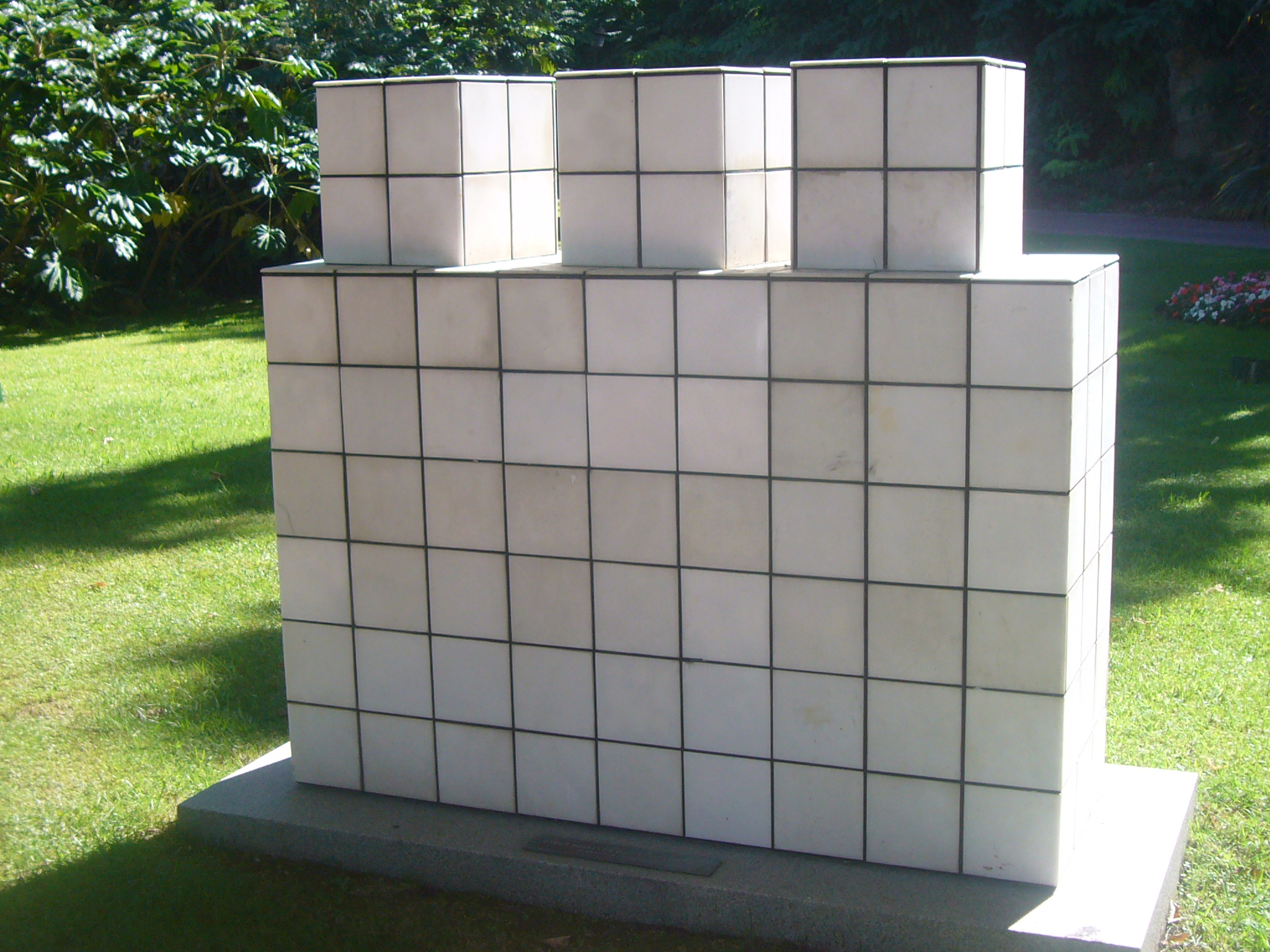
Jean-Pierre Raynaud, Stèle pour les droits de l'homme (1990), Barcelone, Palais Albéniz.

Jean-Pierre Raynaud est un artiste plasticien français né à Courbevoie (Seine) le 20 avril 1939.

## Biographie
Après son diplôme d'horticulture obtenu en 1958 et son service militaire achevé en 1961, il réalise des œuvres à partir de sens interdits et de pots de fleurs remplis de ciment et utilise le carrelage blanc en céramique avec joints noirs. Ces derniers deviendront rapidement la marque de fabrique de l'artiste. Les signes forts de la société s'inscriront dans son œuvre.
En 1964, il expose au Salon de la jeune sculpture à Paris. En 1965, il fait sa première exposition personnelle à la galerie Jean Larcade à Paris et en 1966 chez Mathias Fels. Il participe à la IXe biennale de São Paulo au Brésil en 1967. En 1970 et 1973 il est exposé à la galerie Alexandre Iolas à New York. Il est très vite appelé pour exposer aux quatre coins du monde. En 1975, il réalise les vitraux de l'abbaye de Noirlac. 
En 1969, il commence à construire sa propre maison, qui est sa principale œuvre d'art, à La Celle Saint-Cloud. Ce seront vingt-quatre ans de recherche sur l'espace. En 1993, il décide de la détruire et expose les morceaux de la maison dans des conteneurs chirurgicaux au CAPC musée d'art contemporain de Bordeaux. Le film de Michelle Porte, La Maison, témoignage de l'événement, sera projeté à cette occasion. Il représente la France à la Biennale de Venise la même année et obtient le prix d'honneur.
Il construit le Mastaba en 1986 à La Garenne-Colombes, deuxième architecture habitée par l'artiste, qui depuis 2009 appartient à la commune. Le site accueille une exposition permanente d'œuvres de l'artiste et propose également un cycle d'animations avec conférences sur les arts, des lectures, de la musique et du théâtre.
En 1986, il reçoit le grand prix de sculpture de la ville de Paris. Il réalise la Carte du Ciel dans les quatre patios de la Grande Arche de la Défense, 1 600 m2 en marbre blanc et granit noir.
En 1989, il reçoit la commande d'une œuvre d'art pour la célébration du cinquantenaire du CNRS à Paris.

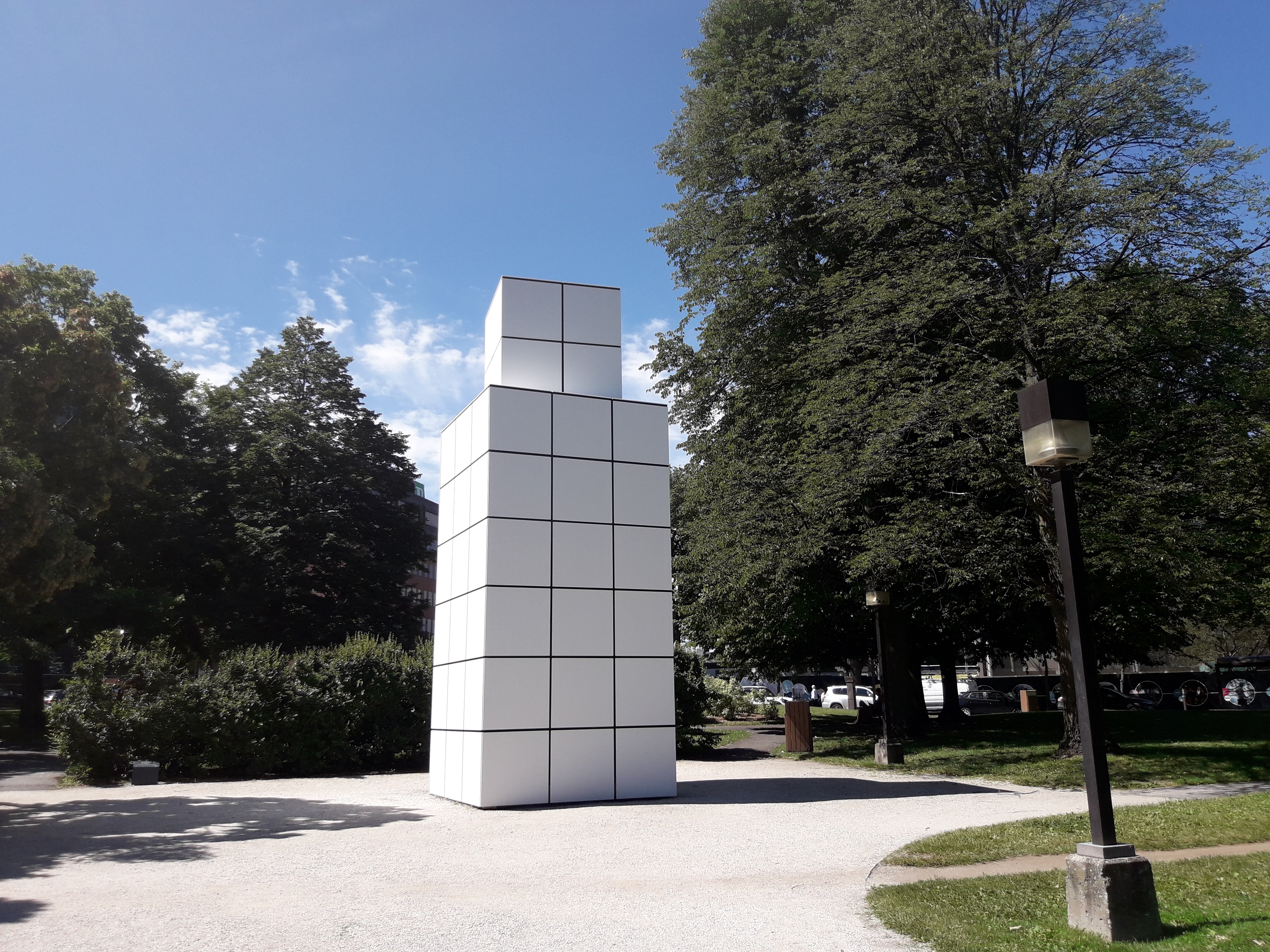
Autoportrait, installée au parc de l'Amérique-française (Québec, Canada) en 2018. Elle reprend les formes de Dialogue avec l'histoire démolie en 2015.

En 1991, le Centre international d'art contemporain de Montréal présente une rétrospective de l'artiste. 
En 1994, il construit une voûte nucléaire sur un plafond du musée du Louvre. En 1996, le Pot doré de la Fondation Cartier est exposé à Berlin, suspendu à l'extrémité d'une grue au-dessus du chantier de la Potsdamer Platz. Puis, il l'expose trois semaines à Pékin, au cœur de la Cité interdite.
En 1997, il est nommé chevalier de la légion d'honneur.
La galerie nationale du Jeu de Paume organise à Paris une rétrospective : le Drapeau français tendu sur un châssis est présenté pour la première fois. La même année, Le Pot doré de la Fondation Cartier est installé sur une stèle monumentale devant le Centre national d'art et de culture Georges-Pompidou à Paris. En 2009, il décide de l'installer sur le toit du Centre Georges-Pompidou.
En 2000, il installe l'œuvre Drapeau cubain au palais de la Révolution à La Havane, en présence de Fidel Castro. Il reçoit le prix UNESCO de la Biennale de La Havane.  
En 2006 Raynaud se fait photographier à Pyongyang en Corée du Nord. Debout au milieu de la place Kim Il-sung, il tient le drapeau nord-coréen à bout de bras. Il s'agit selon lui de réaliser une synthèse entre un pays et son drapeau. Il faut de longues négociations pour obtenir l'autorisation des autorités.
En 2009, il construit les Ateliers de Barbizon avec l'architecte Jean-Michel Wilmotte. En 2014, il organise une installation de ses œuvres à l'atelier rue des Plantes à Paris.

## Expositions collectives
- 2014 : « Sculpture du Sud », Fondation Villa Datris[2]
- 2016 : « Résonance. De l'original au multiple », Centre Cristel Editeur d'Art, Saint-Malo, du 30 janvier au 19 mars 2016[3]
- 2017 : « De Nature en Sculpture », Fondation Villa Datris[4]

- 2018 : Art Paris « Fragments » Galerie Caroline Smulders

- 2018 : Biennale de St Paul de Vence.

## Expositions personnelles
- 2018 MAMO Cité Radieuse, « La flèche » 18 mètres, Marseille
- Pots Or, installation permanente, parcours tramway ville de Nice

## Œuvres plastiques
- Psycho-objet Tour, 1967, panolac, bois, métal, tôle émaillée, matière plastique, éclairage électrique, 455 × 91 × 91 cm, Musée d'art de Toulon.
- La Grande Colonne noire, 1982, sculpture-colonne de douze pots en polyester sur une base en carreaux de faïence, H. 3,86 m. coll. Fondation Pierre Gianadda, parc de sculptures, Martigny, Suisse.
- Le Pot doré, 1985, Centre national d'art et de culture Georges-Pompidou, Paris.
- La fontaine Croix-Tournus du projet  « Sept fontaines en France », 1986, dans le square du même nom, à Oullins (métropole de Lyon)[5].
- Dialogue avec l'histoire, 1987, autoportrait en ciment et carreaux de marbre blanc de 6,50 m de haut, Place de Paris, Québec, don de la ville de Paris à la ville de Québec. Le 16 juin 2015, la municipalité de Québec procède à la destruction de l'œuvre en arguant de sa dégradation[6],[7]. En 2018, une version plus massive de l'œuvre est installée au Parc de l'Amérique-française[8]. Inaugurée le 10 mai 2019 en présence de l'artiste, elle se nomme désormais Autoportrait[9].
- Container Zéro, 1988, Centre national d'art et de culture Georges-Pompidou, Paris.
- Croix rouge, 1991, porte d'ambulance militaire, 157 x 128 x 14.5 cm, Paris, collection de l'artiste.

## Films
- Georges Duby-Jean-Pierre Raynaud, film de Gilles Coudert (77 min / 1995 / a.p.r.e.s production) Conférence-entretien entre l’historien Georges Duby et l’artiste Jean-Pierre Raynaud organisée par le Centre de Création Contemporaine de Tours et l'université François-Rabelais.
- La Maison de Jean-Pierre Raynaud, film de Michelle Porte, (31 min / 1993)